# 軟舌螺
软舌螺（Hyoliths）是生活在古生代海洋中的一类已滅絕的神秘小型動物，具有圓錐狀的螺殼。軟舌螺的化石一般只能保存锥壳、口盖和附肢三个部分。外壳为钙质成分，為两侧对称，而非腹足綱軟體動物的螺旋狀。根據形態學的分類，軟舌螺是一类海生有壳的无脊椎动物，但再具體一點的分类众说纷纭：
- 一种意见认为它是软体动物门之下的一个纲，
- 另一种意见则认为它与软体动物无本质上的联系，应属一个独立的類群。

近期以軟組織化石分析發現軟舌螺具有觸手冠這種進食器官，指出軟舌螺其實應該劃歸於獨立的软舌螺动物门或软舌螺纲（学名：Hyolitha），而且和包含腕足動物門在內的觸手冠動物（Lophophorata）較相近。

## 形態學

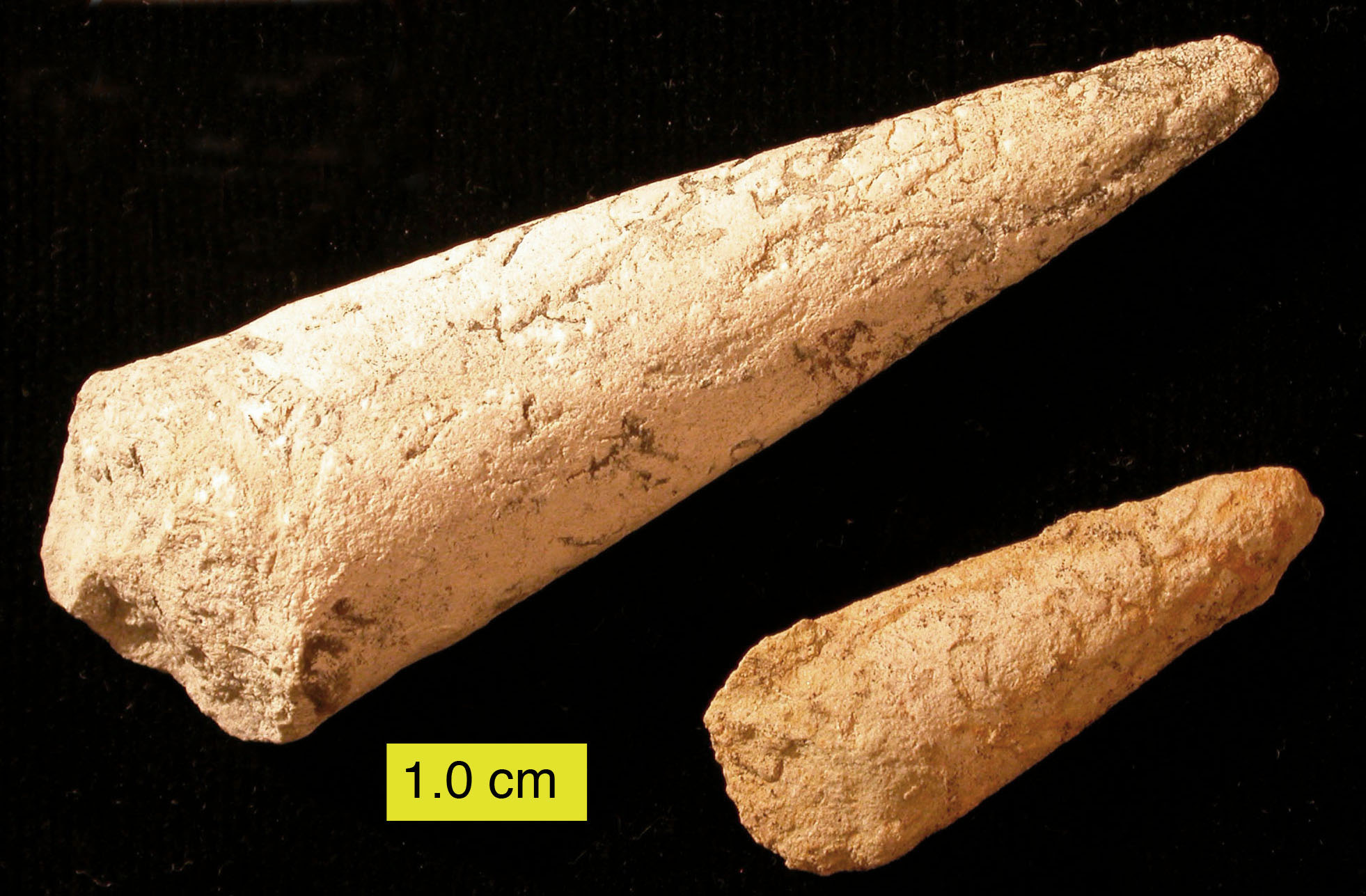
出土自爱沙尼亚北部的中奥陶世软舌螺內模化石

软舌螺身形細小，體長一般在一公分到四公分，殼的橫切面呈三角形或橢圓形，部份物種有環紋或條紋。碳酸鈣質的外殼很大可能是由霰石組成。殼口有口盖保護，還有兩條稱為「海倫體」（helens）的彎彎附肢去支撐身體，以邊緣增生的形式成長。

### 外殼
原状壳具有带横向束微结构的内层和包含纵向束的外层。

### 附肢
软舌螺的附肢稱為「海倫體」（helens），是一對長條狀的結構，在軟舌螺的腹側方向以成對的形式盤繞且逐漸變細。
海倫體的外表為鈣質與有機物質的結合，內裡為富含有機質的中心部分，由片狀方解石質料形成的層狀同心圓構造包圍。當軟舌螺成長時，海倫體的基部亦一同生長，使海倫體的體腔留下一條條的生長線。由於這獨特的生長特性，海倫體最初被Walcott誤以為是獨立的化石個體，並被冠以「海倫螺屬」（Helenia）這個屬名，因為Walcott的太太名為海倫娜，而他的女兒名為海倫。及後當Bruce Runnegar發現原來「海倫螺」其實是軟舌螺身體的一部分時，他仍沿用「海倫」這名稱，成為現時「海倫體」這個稱呼。

### 口蓋
口蓋緊緊地閉合在殼口上，僅留下兩個可供海倫體伸出的間隙。

## 分类
人们依据有无口唇将软舌螺纲分成两个目：软舌螺目（Hyolithida）及直管螺目（Orthothecida）。
†軟舌螺綱 Hyolitha Marek, 1963
- 軟舌螺目 Hyolithida Syssoiev, 1957
  - 兇猛螺科 Amitidae Syssoiev, 1966
  - 窄錐螺科 Angusticornidae Syssoiev, 1968
  - 脊螺科 Carinolithidae Marek, 2011
  - 科 Crispatellidae Malinky, 2002
  - 軟舌螺科 Hyolithidae Nicholson, 1889
  - 親本螺科 Parentilitidae Marek,1981
  - 科 Slapylitidae Valent, Fatka et Marek, 2017
  - 中槽螺科 Sulcavitidae Syssoiev, 1958
  - 圖林螺科 Tulenicornidae Missarzhevsky, 1989
- 直管螺目 Orthothecida Marek, 1966
  - 新螺科 Novitatidae Syssoiev, 1972
  - 直管螺科 Orthothecidae Syssoiev, 1957
  - 方管螺科 Quadrothecidae Malinky, 2002
  - ?異管螺科 Allathecidae Missarzhevsky, 1969[8]
  - ?圓管螺科 Circothecidae Missarzhevsky, 1969[9]

另外，有些分類法將軟舌螺提升至門級，即軟舌螺動物門：
†軟舌螺動物門 Hyolitha Marek,1963 (＝Hyolithozoes Sysoiev,1976)
- 直管螺綱 Orthothecimorpha Sysoiev,1968
  - 圓管螺目 Circothecida Sysoiev,1968
    - 圓管螺科 Circothecidae Missarzhevsky,1969
    - 橢口螺科 Turcuthecidae Missarzhevsky,1989
    - 細刺螺科 Spinulithecidae Sysoiev,1968
    - 擬球管螺科 Paragloborilidae Qian et Zhang,1985

  - 直管螺目 Orthothecida Marek,1966
    - 異管螺科 Allathecidae Missarzhevsky,1969
    - 新螺科 Novitatidae Sysoiev,1968
    - 纖細螺科 Gracilithecidae Sysoiev,1972
    - 直管螺科 Orthothecidae Sysoiev,1958
    - 以色梯螺科 Isitithecidae Sysoiev,1968
    - 四邊螺科 Tetrathecidae Sysoiev,1968
- 軟舌螺綱 Hyolithimorpha Sysoiev,1968
  - 軟舌螺目 Hyolithida Matthew,1899
    - 軟舌螺科 Hyolithidae Nicholson,1872

  - 中槽螺目 Sulcavitida Qian,1989
    - 中槽螺科 Sulcavitidae Sysoiev,1957
    - 兇猛螺科 Aimitidae Sysoiev,1966
    - 窄錐螺科 Angusticornidae Sysoiev,1968
    - 擬柯里螺科 Parakorilithidae Qian,1989
    - 梯管螺科 Trapezovitidae Valkov,1975
    - 線帶螺科 Linevitidae Qian,1989
    - 顯赫螺科 Notabilitidae Sysdiev,1968
    - 泡克西螺科 Pauxillitidae Marek,1967
    - 親本螺科 Parentilitidae Marek,1981
    - 心螺科 Cardiolithidae Qian,1995
    - 長薯螺科 Gakidae Kruse,2002[12]

## 生态

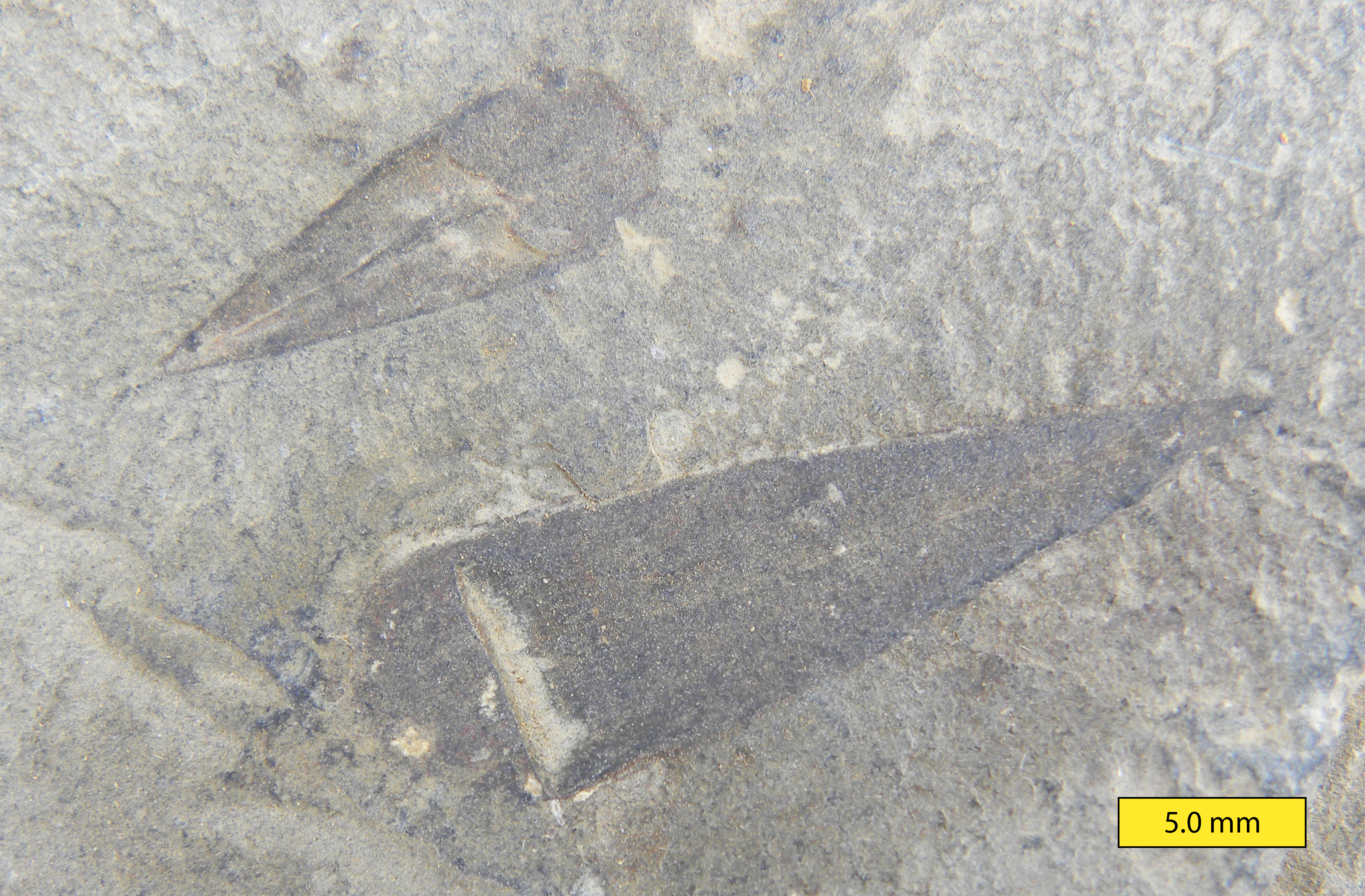
中寒武統斯蒂芬組的脊狀單臂螺（Haplophrentis carinatus）化石（來自加拿大伯吉斯頁岩）

软舌螺可能是底栖生物，會使用其海倫體作為支點、將其殼口固定在海床上。直管螺目物種沒有海倫體，但亦被認為是固著生活的底棲生物。
寒武纪時期软舌螺廣布於全球，化石中没有迹象显示有地区差异，显示出软舌螺生活史中具有很長的浮游幼蟲期，使它們得以廣泛傳播；但在奧陶紀時不同地區的物種型態差異逐漸變得明顯。

## 演化史
最早的软舌螺壳体化石大约出现在5亿4000万年前的西伯利亚 Purella antiqua Zone的Nemakit-Daldynian阶，其类似物发现于中国Paragloborilus subglobosus–Purella squamulosa Zone的梅树村阶（寒武纪第一个阶）。。软舌螺动物门物種無論在其數量及多樣性都在寒武紀達至巔峰，之後逐步遞減，直到二疊紀末完全滅絕。